# Српска странка у Македонији
Српска странка у Македонији (ССМ; мкд. Српска странка во Македонија) политичка је странка у Сјеверној Македонији. Основана је 12. марта 2014. Предсједник странке је Мирослав Јовановић.
Један од основних циљева и задатака ССМ-а јесте афирмација српског народа и његовог материјалног, културног, научног и осталих развоја уз пуно уважавање културних и традиционалних вриједности осталих народа у Сјеверној Македонији.
Српска странка у Македонији је по оснивању ступила у коалицију са Социјалдемократским савезом Македоније (СДСМ). У коалицији са СДСМ-ом је учестовала на парламентарним изборима 2014, 2016, 2020. и 2024. године. На изборима 2016. и 2020. ССМ је освојила једно посланичко мјесто.